# Радянський ваговоз

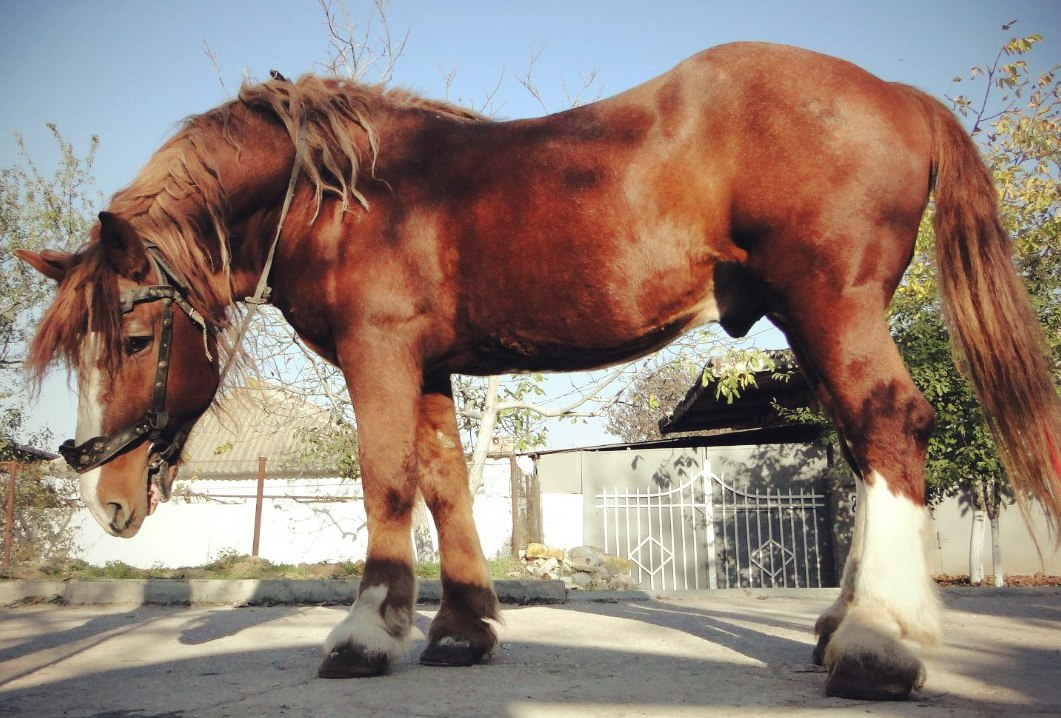
Радянський ваговоз.

Радянський ваговоз - порода найбільших в Росії ваговозних коней. Основні масті: руда, рудо-чала, бура, гніда і гнідо-чала. Іноді зустрічається ворона.

## Історія
Була виведена на Почінковському кінному заводі № 23. Зареєстрована в 1952 році. Виведена поглинальним схрещуванням російських запряжних коней - нащадків і гібридів битюгів (перша російська порода робочих коней), першеронами - з бельгійськими брабансон і англійськими суффолькамі.

## Характеристика породи
Коні цієї породи - найбільші серед ваговозів: їх висота в холці становить 160-170 см, жива маса - від 700 до 1000 кг. У них середня за величиною голова, м'язиста шия середньої довжини, широкий низький загривок, широка спина, рівний широкий поперек та роздвоєний і обвислий круп. Округлі ребра, ноги середньої довжини, досить сухі і міцні, копита правильної форми. Іноді зустрічається клишоногість, шаблістів і м'які бабки. Оброслість гриви, хвоста і щіток помірна. Переважаючі масті - руда і рудо-чала, рідше зустрічаються гніда і гнідий-чала. Конституція у більшості радянських ваговозів міцна, рихлість і вогкість зустрічається тільки у окремих коней. Темперамент спокійний.
Коні радянської ваговозної породи досить скоростиглі. З двох з половиною - трьох років вони можуть виконувати сільськогосподарські роботи. Лошата ростуть дуже швидко, досягаючи до шестимісячного віку 365-375 кг, а до одного року - 525-540 кг.
Плодючість радянських ваговозів середня (вихід лошат в кінних заводах 65 - 75%). Термін племінного використання в більшості випадків обмежується 16 - 17 роками. Правда, окремі жеребці-плідники і матки давали приплід до двадцятирічного віку і старше.
Висока скоростиглість, велика жива маса, здатність споживати дешеві об'ємні корми - все це дуже корисні якості і в м'ясному конярстві, де радянський ваговоз - дуже перспективний покращувач поголів'я.
Кобили радянської ваговозної породи відрізняються винятково високою молочністю. На кумисной фермі ВНДІ конярства в період з 1976 по 1982 роки їх молочна продуктивність за повну лактацію (239 днів) становила в середньому 3317 літрів. Максимальна продуктивність отримана від кобили Горобини - 6173 літрів молока за 338 днів лактації.
При схрещуванні радянського ваговоза з місцевими малопокращеними кіньми вже в першому поколінні виходить хороша робоча конячка.